# Nosy Iranja
Nosy Iranja is een eiland van Madagaskar in de Straat van Mozambique, behorend tot de Indische Oceaan. Het eiland behoort administratief tot de regio Diana.
Nosy Iranja ligt ongeveer 48 kilometer ten zuiden van Nosy Be en is onder te verdelen in twee eilandjes: het grotere eiland Nosy Iranja Be en het kleinere zandbankje Nosy Iranja Kely. Op het eiland komen onder andere karetschildpadden voor, die hier ook broeden. Op Nosy Iranja Be ligt ook een klein dorp, bewoond door vissers, en staat een vuurtoren, ontworpen door Gustave Eiffel.

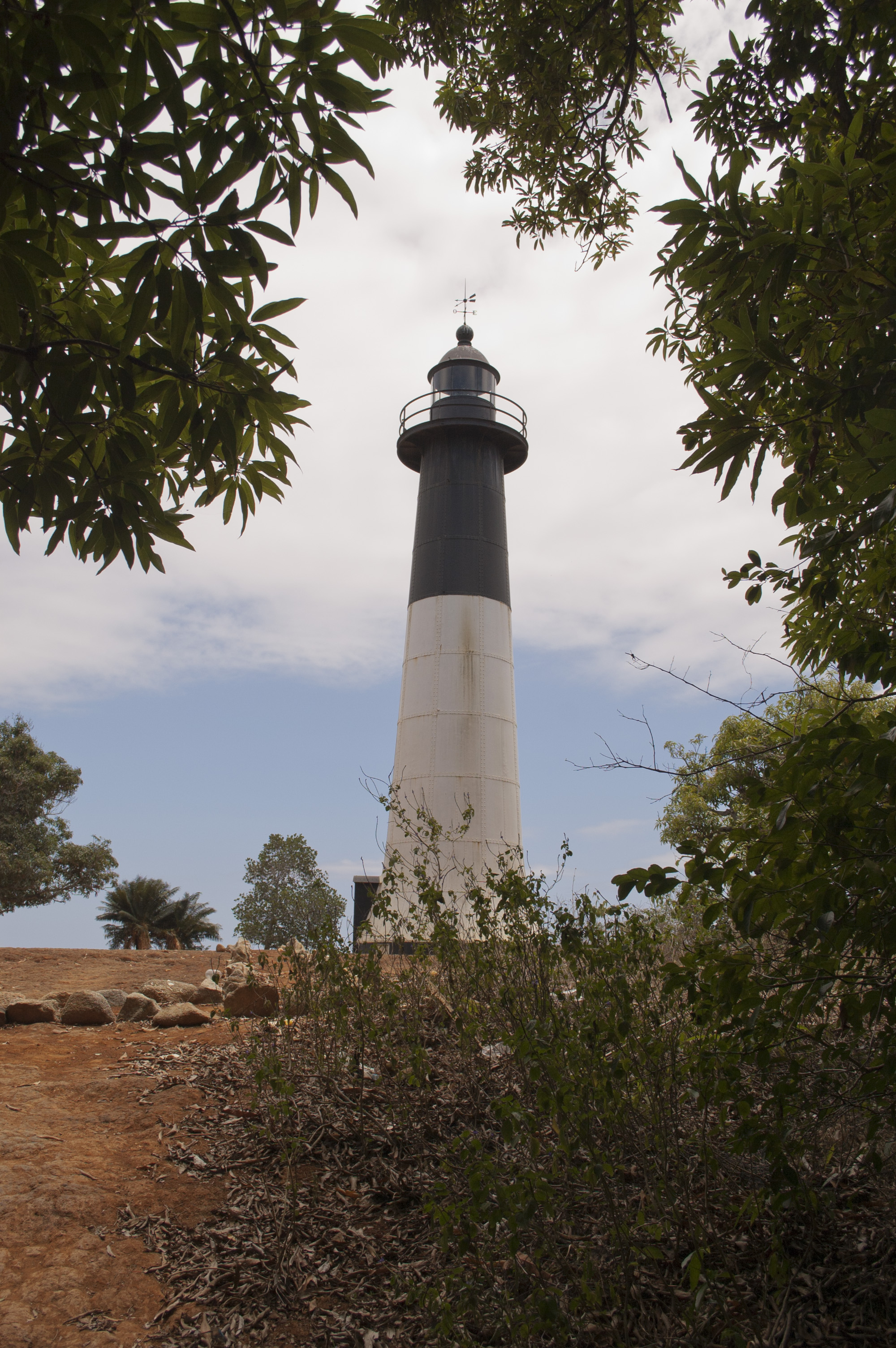